# 葉室頼宣
葉室頼宣（はむろ よりのぶ、元亀2年（1571年） - 慶長15年（1610年））は室町時代後期から江戸時代前期にかけての公卿。初名は葉室経家。

## 官歴
- 天正5年（1577年）：従五位上、左衛門佐、右少弁
- 天正8年（1580年）：正五位下
- 天正9年（1581年）：右中弁
- 天正11年（1583年）：正五位上
- 天正14年（1586年）：左中弁、蔵人
- 天正17年（1589年）：正四位下、蔵人頭
- 天正18年（1590年）：正四位上
- 文禄3年（1594年）：左大弁
- 慶長2年（1597年）：参議
- 慶長3年（1598年）：従三位、権中納言

## 系譜
- 父：葉室頼房
- 兄：葉室定藤
- 養子：葉室頼豊（坊城俊昌の子）
- 養子：葉室頼隆（滋野井季吉の子）
- 養子：葉室頼業（万里小路孝房の子）